# Hibbertia ferruginea
Hibbertia ferruginea är en tvåhjärtbladig växtart som beskrevs av Judith Roderick Wheeler. Hibbertia ferruginea ingår i släktet Hibbertia och familjen Dilleniaceae. Inga underarter finns listade i Catalogue of Life.